# Music from "The Elder"
Music from "The Elder" är KISS nionde studioalbum, utgivet den 10 november 1981.

## Beskrivning
Music from "The Elder" är ett konceptalbum, vars tema kretsar kring en ung hjälte som kämpar mot ondskans krafter.
Albumet är det första med trummisen Eric Carr, som ersatte Peter Criss, och det sista med gitarristen Ace Frehley. Den sistnämnde var uppenbarligen djupt besviken över hur albumet mixades och hur hans bidrag "Dark Light" (på demostadiet kallad "Don't Run") arrangerades och mixades.
Albumet blev en kommersiell motgång och Kiss genomförde inte någon turné för albumet. Bandet gjorde dock ett antal TV-framträdanden, där man bland annat framförde låten "I" och "The Oath". Bara en låt har spelats live efter dessa TV-framträdanden – "A World Without Heroes". Den framfördes emellanåt under bandets så kallade Kiss Konvention-turné 1995 där de spelade akustiskt. "The Oath" har senare spelats och framförts på Kiss Kruise III (2013).
"Fanfare" och "Escape from the Island" är båda instrumentala alster.

## Låtlista
| Nr  | Titel                  | Kompositör                                     | Sång             | Längd |
| --- | ---------------------- | ---------------------------------------------- | ---------------- | ----- |
| 1.  | The Oath               | Paul Stanley, Bob Ezrin                        | Stanley          | 4:33  |
| 2.  | Fanfare                | Stanley, Ezrin                                 | Instrumental     | 1:00  |
| 3.  | Just a Boy             | Stanley, Ezrin                                 | Stanley          | 2:34  |
| 4.  | Dark Light             | Ace Frehley, Gene Simmons, Anton Fig, Lou Reed | Frehley          | 4:12  |
| 5.  | Only You               | Simmons                                        | Simmons, Stanley | 4:22  |
| 6.  | Under the Rose         | Simmons, Eric Carr                             | Simmons          | 4:48  |
| 7.  | A World Without Heroes | Stanley, Simmons, Ezrin, Reed                  | Simmons          | 2:39  |
| 8.  | Mr. Blackwell          | Simmons, Reed                                  | Simmons          | 4:49  |
| 9.  | Escape from the Island | Frehley, Carr, Ezrin                           | Instrumental     | 2:51  |
| 10. | Odyssey                | Tony Powers                                    | Stanley          | 5:49  |
| 11. | I                      | Simmons, Ezrin                                 | Stanley, Simmons | 3:54  |
| 12. | Finale                 |                                                | Instrumental     | 1:04  |

### Remastrad utgåva 1997
| Nr  | Titel                  | Kompositör                    | Sång             | Längd |
| --- | ---------------------- | ----------------------------- | ---------------- | ----- |
| 1.  | Fanfare                | Paul Stanley, Ezrin           | Instrumental     | 1:22  |
| 2.  | Just a Boy             | Stanley, Ezrin                | Stanley          | 2:25  |
| 3.  | Odyssey                | Powers                        | Stanley          | 5:37  |
| 4.  | Only You               | Simmons                       | Simmons, Stanley | 4:17  |
| 5.  | Under the Rose         | Simmons, Carr                 | Simmons          | 4:52  |
| 6.  | Dark Light             | Frehley, Simmons, Fig, Reed   | Frehley          | 4:19  |
| 7.  | A World Without Heroes | Stanley, Simmons, Ezrin, Reed | Simmons          | 2:41  |
| 8.  | The Oath               | Stanley, Ezrin, Powers        | Stanley          | 4:32  |
| 9.  | Mr. Blackwell          | Simmons, Reed                 | Simmons          | 4:53  |
| 10. | Escape from the Island | Frehley, Carr, Ezrin          | Instrumental     | 2:52  |
| 11. | I                      | Simmons, Ezrin                | Stanley, Simmons | 5:04  |

## Medverkande
- Paul Stanley – kompgitarr, sång, sologitarr på "The Oath" och "A World Without Heroes"
- Ace Frehley – sologitarr, sång och elbas på "Dark Light", akustisk gitarr på "A World Without Heroes", elbas på "The Oath"
- Gene Simmons – elbas, sång, kompgitarr på "Only You"
- Eric Carr – trummor, percussion, bakgrundssång, akustisk gitarr på "Under the Rose"

Övriga
- Bob Ezrin – producent, keyboard, elbas på "Escape from the Island"
- Allan Schwartzberg – trummor på "Odyssey" och "I", pålägg
- Tony Powers – keyboard på "Odyssey"
- The American Symphony Orchestra
- St. Robert's Choir
- Ted Jensen – mastering